# Johann Jakob Lungershausen

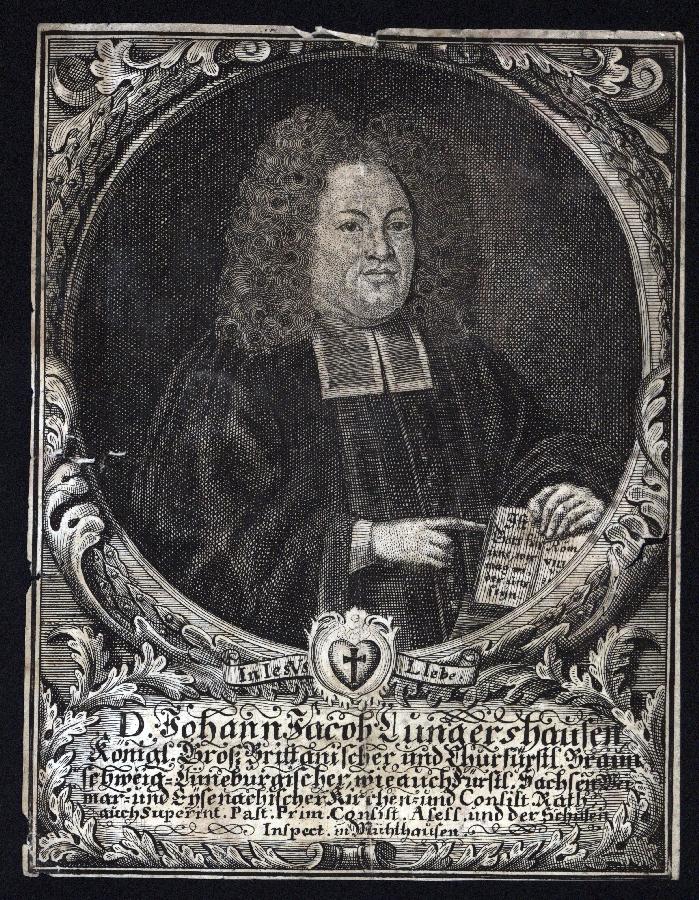
Johann Jakob Lungershausen

Johann Jakob Lungershausen (auch Johann Jacob Lungerhausen; * 25. Oktober 1665 in Dorndorf; † 1729 in Mühlhausen/Thüringen) war ein deutscher lutherischer Theologe, Geistlicher und Hochschullehrer.

## Leben
Lungershausen war Sohn des Predigers Johann Valentin Lungershausen. Er besuchte über acht Jahre die Klosterschule Roßleben, bevor er ein Studium der Philologie und Theologie an der Universität Jena aufnahm, das er 1687 mit der Erlangung des Magistergrades vorerst beendete. Anschließend begab er sich bis 1693 auf Studienreise. Im Jahr seiner Rückkehr wurde er Adjunkt der philosophischen Fakultät in Jena und hielt philosophische und theologische Vorlesungen. Zudem wurde er als Predigeramtskandidat aufgenommen. 1701 wurde ihm eine Stelle als außerordentlicher Professor übertragen. Außerdem erhielt er eine Stelle als Prediger in Jena sowie die Titel eines herzoglich sachsen-weimarischen und sachsen-eisenacher Konsistorial- und Kirchenrats.
Lungerhausen folgte 1716 einem Ruf als Superintendent und Schulinspektor in die Reichsstadt Mühlhausen. Dabei erhielt er die Titel eines königlich britischen sowie eines kurfürstlich braunschweig-lüneburgischen Konsistorial- und Kirchenrats. Zwischen 1714 und 1717 wurde er außerdem zum Doktor der Theologie promoviert.

## Werke (Auswahl)
- Nursery of Young English Trees i. e. Arboretum Anglicum exquisitissimis L. A. confertum surculis, Ehrich, Jena 1695.
- Judicium Naturæ De Natura Scripturæ, Duabus Partibus Comprehensum ubi simul In Altere Parte quæstio momentosa ventilatur, Krebs, Jena 1708.
- Oratio de encaeniis, ex loco Jo. X, 22., Krebs, Jena 1713.
- Die Evangelisch-Lutherische Jubel-Feyer, wie auch Lutherus, als Elias der Dritte, Brückner, Mühlhausen 1718.